# خايمي كاردوزو
خايمي كاردوزو (بالإسبانية: Jaime Cardozo)‏ هو مدرب كرة قدم ولاعب كرة قدم بوليفي، ولد في 14 مارس 1982 في إدارة بني في بوليفيا. شارك مع منتخب بوليفيا لكرة القدم. أما مع النوادي، فقد لعب مع ذي سترونغيست.

## وصلات خارجية
- خايمي كاردوزو على موقع قاعدة بيانات كرة القدم.إي يو (الإنجليزية)
- خايمي كاردوزو على موقع ناشيونال فوتبول تيمز (الإنجليزية)
- خايمي كاردوزو على موقع Soccerway.com (الإنجليزية)